# Amália Catarina de Waldeck-Eisenberg
Amália Catarina de Waldeck-Eisenberg (em alemão:  Amalia Katharina; Culemborg, 18 de agosto de 1640 — Culemborg, 4 de janeiro de 1697) foi uma nobre alemã da Casa de Waldeck que se tornou duquesa-consorte de Erbach-Erbach por casamento. É antepassada de várias famílias reais europeias, incluindo a britânica, a sueca e a espanhola.

## Casamento e descendência
Amália casou-se no dia 26 de dezembro de 1664 com Jorge Luís I, Conde de Erbach-Erbach de quem teve dezesseis filhos:
1. Henriqueta de Erbach-Erbach (27 de setembro de 1665 - 28 de setembro de 1665), morreu com um dia de idade.
2. Henriqueta Juliana de Erbach-Erbach (15 de outubro de 1666 - 27 de fevereiro de 1684), morreu com dezassete anos de idade.
3. Filipe Luís de Erbach-Erbach (10 de junho de 1669 - 17 de junho de 1720), casado com princesa Albertina Isabel de Waldeck-Eisenberg; sem descendência.
4. Carlos Alberto de Erbach-Erbach (16 de junho de 1670 - 18 de agosto de 1704), morreu aos trinta-e-quatro anos solteiro e sem descendência.
5. Jorge Alberto de Erbach-Erbach (nascido e morto a 1 de julho de 1671).
6. Amália Catarina de Erbach-Erbach (13 de maio de 1672 - 18 de fevereiro de 1676), morreu com três anos de idade.
7. Frederico Carlos de Erbach-Erbach (19 de abril de 1672 - 20 de abril de 1673), morreu com um ano de idade.
8. Natimorto (nascido e morto a 16 de setembro de 1674).
9. Guilhermina Sofia de Erbach-Erbach (16 de fevereiro de 1675 - 20 de agosto de 1675), morreu com seis meses de idade.
10. Madalena Carlota de Erbach-Erbach (6 de fevereiro de 1676 - 3 de dezembro de 1676), morreu com dez meses de idade.
11. Guilherme Luís de Erbach-Erbach (21 de março de 1677 - 19 de fevereiro de 1678), morreu com onze meses de idade.
12. Amália Catarina de Erbach-Erbach (nascida e morta a 18 de fevereiro de 1676).
13. Frederica Carlota de Erbach-Erbach (19 de abril de 1679 - 21 de abril de 1679), morreu com três dias de idade.
14. Frederico Carlos de Erbach-Erbach (21 de maio de 1680 - 20 de abril de 1731), casado com a condessa Sofia Leonor de Limpurg; com descendência.
15. Ernesto de Erbach-Erbach (23 de setembro de 1681 - 2 de março de 1684), morreu com dois anos e meio de idade.
16. Sofia Albertina de Erbach-Erbach (30 de julho de 1683 - 4 de setembro de 1742), casada com o duque Ernesto Frederico de Saxe-Hildburghausen; com descendência.

## Genealogia
| Amália Catarina de Waldeck-Eisenberg | Pai: Filipe de Waldeck-Eisenberg          | Avô paterno: Wolrad IV de Waldeck            | Bisavô paterno: Jacob III de Waldeck         |
| Amália Catarina de Waldeck-Eisenberg | Pai: Filipe de Waldeck-Eisenberg          | Avô paterno: Wolrad IV de Waldeck            | Bisavó paterna: Maria de Barby-Mühlingen     |
| Amália Catarina de Waldeck-Eisenberg | Pai: Filipe de Waldeck-Eisenberg          | Avó paterna: Ana de Baden-Hachberg           | Bisavô paterno: Jaime III de Baden-Hachberg  |
| Amália Catarina de Waldeck-Eisenberg | Pai: Filipe de Waldeck-Eisenberg          | Avó paterna: Ana de Baden-Hachberg           | Bisavó paterna: Isabel de Culemborg-Pallandt |
| Amália Catarina de Waldeck-Eisenberg | Mãe: Maria Madalena de Nassau-Hilchenbach | Avô materno: Guilherme de Nassau-Hilchenbach | Bisavô materno: João VII de Nassau           |
| Amália Catarina de Waldeck-Eisenberg | Mãe: Maria Madalena de Nassau-Hilchenbach | Avô materno: Guilherme de Nassau-Hilchenbach | Bisavó materna: Madalena de Waldeck          |
| Amália Catarina de Waldeck-Eisenberg | Mãe: Maria Madalena de Nassau-Hilchenbach | Avó materna: Cristina de Erbach-Breuberg     | Bisavô materno: Jorge III de Erbach-Breuberg |
| Amália Catarina de Waldeck-Eisenberg | Mãe: Maria Madalena de Nassau-Hilchenbach | Avó materna: Cristina de Erbach-Breuberg     | Bisavó materna: Maria de Barby               |